# Diego González Montero Justiniano
Diego González Montero Justiniano (fl. XVII secolo) fu Governatore Reale del Cile ad interim, da febbraio a maggio del 1662 in seguito alla morte di Pedro Porter Casanate, e tra febbraio ed ottobre del 1670 tra il comando di Diego Dávila e l'arrivo di Juan Henríquez de Villalobos.